# Theodor Waldschmidt
Friedrich Christian Theodor Waldschmidt (* 18. Oktober 1776 in Adorf; † 30. Januar 1841 in Sachsenhausen) war ein deutscher Verwaltungsjurist und Abgeordneter im Fürstentum Waldeck.

## Leben

### Herkunft
Waldschmidt war der Sohn des Regierungsadvokaten und Berginspektors Johann Christoph Friedrich Waldschmidt (getauft 29. Dezember 1732 in Adorf; † 27. November 1794 ebenda) und von dessen Ehefrau Dorothea Louisa geborene Severin (* 30. November 1746 in Mengeringhausen; † 18. Oktober 1818), die Tochter des Archivars und Regierungsrates Henrich Arnold Severin (1707–1786) und von dessen Ehefrau Johannetta Albertina geborene Scriba (1712–1753), einer Tochter des Johannes Scriba (1673–1738), zuletzt Oberbürgermeister von Korbach und fürstlich Waldeckischer Einlösungskasse-Receptor.

### Ehe, Nachkommen und Verwandte
Theodor Waldschmidt war evangelisch und heiratete am 16. November 1802 in Niederwildungen Henriette Sophie Philippine Waldeck (* 10. April 1779 in Nieder-Wildungen; † 17. März 1843 in Korbach), die Tochter des Pfarrers und Schulrektors Johann Henrich Friedrich Waldeck (1748–1832) und von dessen Ehefrau Sophie Christiane Dorothea geborene Suden (1757–1790).
Der gemeinsame Sohn Carl Friedrich Alexander Julius Waldschmidt wurde genauso wie dessen Sohn Hermann Waldschmidt ebenfalls Abgeordneter. Die Tochter Louise Philippine Auguste heiratete den Landstand Wilhelm Ebersbach. Die Landstände Carl August Severin und Friedrich Ludwig Esau waren seine Schwäger.

### Ausbildung und Wirken
Waldschmidt besuchte von 1792 bis 1796 das Landesgymnasium in Korbach und studierte dann Rechtswissenschaften und Kameralistik an der Universität Gießen (1796) und Universität Göttingen (bis 1799). Am 25. März 1801 wurde er Stadtsekretär in Mengeringhausen. Als solcher war er vom 15. Juni 1801 bis 1816 Mitglied des Landstandes des Fürstentums Waldeck. Am 17. Februar 1814 wurde er zum Curator massae (Kurator des Privatnachlasses) des Fürsten Friedrich (1743–1812) ernannt. Nach dem Erlass des Organisationsediktes wurde er am 17. Februar 1814 Mitglied der Landschaftlichen Kammer. Am 8. Mai 1816 wurde er zum Rat und Oberrentereibeamter im Oberjustizamt der Werbe ernannt, wo er später Oberamtmann wurde.
1820 ersteigerte er die nach dem Tode seiner Mutter verkaufte Waldschmidt'sche Mühle in Wega. Ab 1840 war er erkrankt.